# Корцано
Корца̀но (на италиански: Corzano, на източноломбардски: Corsà, Корса) е село и община в Северна Италия, провинция Бреша, регион Ломбардия. Разположено е на 501 m надморска височина. Населението на общината е 1428 души (към 2013 г.).